# MRT Orange Line
Оранжевая ветка MRT (รถไฟฟ้ามหานคร สายสีส้ม) — это линия скоростного транспорта метрополитена Бангкока (MRT). После полного завершения оранжевая линия MRT будет иметь длину 35,9 км и состоять из 29 станций (из них 7 (8,9 км) будут надземными, а 22 (27 км) — подземными), имея в том числе пересадку со станцией Таиландский культурный центр (สถานีศูนย์วัฒนธรรมแห่งประเทศไทย) Синей линии MRT.
Линия разделена на две части: восточный участок (от Сувинтавонга до Таиландского культурного центра) протяжённостью 22,5 км и западный участок (от Таиландского культурного центра до Банг Кхун Нон) протяжённостью 13,4 км. Строительство восточного участка началось в июне 2017 года, открытие линии планируется в 2023 году.
К концу ноября 2022 года строительство восточного участка продвинулось до 98,31%.

## История

### Предыстория
План развития городского транспорта (MMAP) предусматривающий строительство оранжевой линии был утвержден правительством 9 марта 2010 года. Планировалось весь проект запустить в 2019 году.
Общая предполагаемая стоимость проекта составляет 235 320 000 000 батов.

### Тендер
В феврале 2017 года были подписаны 6 контрактов между MRTA и подрядчиками на строительство восточного участка (общая сумма 79 221 240 000 батов):
1. строительство участка OR13-OR15 выполнит CKST JV ( CH Karnchang Plc и Sino-Thai Engineering and Construction Plc) на сумму 20млрд. батов;
2. строительство участка OR16-OR19 выполнит CKST JV (21млрд. батов);
3. строительство участка OR20-OR22 выполнит ITD (Italian-Thai Development Plc) на сумму 18млрд. батов;
4. строительство участка OR23-OR29 выполнит UNIQUE (Unique Engineering and Construction Co) на сумму 10млрд. батов;
5. строительство депо и зданий многоэтажных парковок выполнит CKST JV (5млрд. батов);
6. прокладку путей на участке OR13-OR29 выполнит UNIQUE (3,7млрд. батов).[3]

В 28 января 2020 года был правительством утвержден проект линии на участке OR01 - OR12 и эксплуатации всей линии по принципу "PPP Net Cost".  2022 году был объявлен тендер, предметом которого стало строительство западного участка OR01 - OR12. В первом раунде участвовали BEM, ITD и BTSC. Однако заказчик в лице MRTA отменил первый тендер и назначил повторные торги с измененными условиями, по которым предметом тендера стало не только строительство западного участка, но и PPP контракт на 30 лет обслуживания всей линии OR01-OR30. BTSC через суд безуспешно пыталась заморозить процесс торгов. Техническую комиссию успешно прошли лишь проекты от BEM и ITD. Тендер был выигран в сентябре 2022 года BEM, запросившей меньшую сумму госинвестиций в проект: 78 287 950 000 батов.
К февралю 2023 года проект еще не получил одобрения Министерства Транспорта Таиланда, которое необходимо для начала работ.

### Строительство
Подземные участки восточного расширения строятся в виде пары туннелей, в каждом из которых располагаются стандартные ж.д. пути - 1435 мм.
К началу 2023 года Восточный участок выполнен на 98,65%.

### Дата открытия
Строительство линии было запланировано в 2013 году, а запуск должен был состояться до конца 2019 года. Этого не произошло.
В 2016 году линия была утверждена тайским правительством и запуск запланирован на август 2022 года. Этого не произошло.
В 2018 году предполагалось, что движение будет запущено в 2023 году.
По тендеру 2022 года запуск восточного участка должен состояться до 2026 года, западного участка - до конца 2028 года.

## Описание системы
Пути имеют стандартную ширину: 1435мм.

### Организационная структура
За линию отвечает MRTA, строительством западного участка занимается BEM. Эксплуатацией всей линии будет заниматься BEM. К февралю 2023 года проект еще не получил одобрения Министерства Транспорта Таиланда, которое необходимо для начала работ.

### Подвижной состав
Предположительно, в первый год работы восточного участка будут использоваться 16 трехвагонных составов с максимальной скоростью движения - 80 км/ч.

### Тарифная политика
Предполагается, что стоимость проезда не превысит 45 батов.

### Станции
Восточный участок будет состоять из 7 надземных и 10 подземных станций. Западный участок включает 13 подземных станций. Каждая станция будет иметь раздвижные платформенные двери. На каждой станции, оборудованной камерами видеонаблюдения будут постоянно дежурить сотрудники службы безопасности.

#### Западный участок
- OR01 - Taling Chan  - переход на   SRT
- OR02 - Bang Khun Non  - переход на   MRT
- OR03 - Siriraj
- OR04 - Sanam Luang
- OR05 - Democracy Monument  - переход на   MRT  (строится)
- OR06 - Lan Luang
- OR07 - Yommarat
- OR08 - Ratchathewi  - переход на   BTS
- OR09 - Pratu Nam
- OR10 - Ratchaprarop - переход на    ARL
- OR11 - Din Daeng
- OR12 - Pracha Songkhro

#### Восточный участок
- OR13 - Thailand Cultural Centre - переход на   MRT
- OR14 - MRTA
- OR15 - Pradit Manutham
- OR16 - Ramkhamhaeng 12
- OR17 - Ramkhamhaeng
- OR18 - Rajamangala Stadium
- OR19 - Hua Mak
- OR20 - Lam Sali - переход на   MRL  (строится)
- OR21 - Si Burapha
- OR22 - Khlong Ban Ma
- OR23 - Sammakon
- OR24 - Nom Klao
- OR25 - Rat Pattana
- OR26 - Min Pattana
- OR27 - Keha Ramkhamhaeng
- OR28 - Min Buri - переход на   MRL  (строится)
- OR29 - Suwinthawong

## Критика
Обсуждение строительства линии вызвали народные протесты и митинги местных жителей. Из-за этих протестов и некоторых других факторов реализация проекта была отложена на несколько лет.